# トレノ賞
トレノ賞（トレノしょう）は、高知県競馬組合が高知競馬場で施行する地方競馬の重賞競走である。正式名称は「高知さんさんテレビ杯 トレノ賞」、高知さんさんテレビが優勝杯を提供している。

## 概要
1997年にサラ系重賞として5月に別定重量のダート1400メートルで開催されていたが、2000年を最後に休止。2008年7月に、3歳以上定量のダート1300メートルと条件を変えて8年ぶりにこのレースが復活した。2009年から2011年までは近畿・中国・四国地区交流、2012年は中国・四国地区交流として施行された。
レース名称「トレノ」の由来は、スペイン語の「雷鳴」からきている。
建依別賞へのステップレースとされており、上位3着までに入った馬に、建依別賞の優先出走権が付与される。

### 条件・賞金等（2024年）
出走条件
サラブレッド系3歳以上、高知所属。
負担重量
定量で、3歳56kg、4歳以上57kg、牝馬2kg減。
賞金額
1着1000万円、2着350万円、3着200万円、4着150万円、5着100万円、6着以下50万円。
優先出走権付与
上位3着までに入った馬に建依別賞の優先出走権が付与される。

## 歴代優勝馬
| 回数   | 施行日        | 距離  | 優勝馬             | 性齢 | 所属 | タイム | 優勝騎手   | 管理調教師 | 馬主                         |
| ------ | ------------- | ----- | ------------------ | ---- | ---- | ------ | ---------- | ---------- | ---------------------------- |
| 第1回  | 1997年5月4日  | 1400m | ノルディクダンサー | 牡7  | 高知 | 1:29:3 | 北野真弘   | 宗石大     | 狩野律子                     |
| 第2回  | 1998年5月24日 | 1400m | ノルディクダンサー | 牡8  | 高知 | 1:29:3 | 今村賢治   | 宗石大     | 狩野律子                     |
| 第3回  | 1999年5月16日 | 1400m | メイショウタイカン | 牡9  | 高知 | 1:29:4 | 中西達也   | 浜田隆憲   | 大束賢次                     |
| 第4回  | 2000年5月14日 | 1400m | メイショウタイカン | 牡10 | 高知 | 1:28:6 | 中西達也   | 浜田隆憲   | 大束賢次                     |
| 第5回  | 2008年7月19日 | 1300m | ロマンタッチ       | 牡6  | 高知 | 1:27:0 | 別府真衣   | 打越初男   | 古味裕章                     |
| 第6回  | 2009年7月24日 | 1300m | スパイナルコード   | 牡5  | 高知 | 1:24:9 | 西川敏弘   | 大関吉明   | 西森鶴                       |
| 第7回  | 2010年7月16日 | 1300m | フサイチバルドル   | 騸9  | 高知 | 1:22:9 | 赤岡修次   | 田中守     | （組）KSDドリーム            |
| 第8回  | 2011年7月1日  | 1300m | マルハチゲティ     | 牡5  | 高知 | 1:23:3 | 倉兼育康   | 松木啓助   | 中山純子                     |
| 第9回  | 2012年7月22日 | 1300m | コスモワッチミー   | 牡4  | 高知 | 1:23:8 | 赤岡修次   | 田中守     | 鈴木秀敏                     |
| 第10回 | 2013年7月21日 | 1300m | エプソムアーロン   | 牡9  | 高知 | 1:24:8 | 永森大智   | 雑賀正光   | 宮崎冴子                     |
| 第11回 | 2014年7月20日 | 1300m | ファイアーフロート | 牡8  | 高知 | 1:24:6 | 赤岡修次   | 松木啓助   | 岡林英雄                     |
| 第12回 | 2015年7月19日 | 1300m | エプソムアーロン   | 牡11 | 高知 | 1:20:9 | 永森大智   | 雑賀正光   | 宮崎冴子                     |
| 第13回 | 2016年7月24日 | 1300m | メイショウツチヤマ | 牡9  | 高知 | 1:23.3 | 中田貴士   | 松木啓助   | 中山純子                     |
| 第14回 | 2017年7月23日 | 1300m | ヒロノカイザー     | 牡4  | 高知 | 1:23.4 | 中西達也   | 細川忠義   | 門脇ゆり                     |
| 第15回 | 2018年7月1日  | 1300m | サクラインザスカイ | 牡9  | 高知 | 1:22.2 | 林謙佑     | 田中守     | 谷岡真喜                     |
| 第16回 | 2019年7月21日 | 1300m | ケイマ             | 牡6  | 高知 | 1:21.3 | 西川敏弘   | 別府真司   | 石川幸司                     |
| 第17回 | 2020年7月19日 | 1300m | ダノングッド       | 牡8  | 高知 | 1:21.8 | 西川敏弘   | 別府真司   | 組）志士十二組合             |
| 第18回 | 2021年7月18日 | 1300m | スペルマロン       | 騸7  | 高知 | 1:20.8 | 倉兼育康   | 別府真司   | 西森功                       |
| 第19回 | 2022年7月17日 | 1300m | ダノングッド       | 牡10 | 高知 | 1:22.5 | 多田羅誠也 | 別府真司   | 組）志士十二組合             |
| 第20回 | 2023年7月16日 | 1300m | アポロティアモ     | 牡6  | 高知 | 1:22.5 | 吉原寛人   | 田中守     | 伊藤とみ枝                   |
| 第21回 | 2024年7月21日 | 1300m | ヘルシャフト       | 牡7  | 高知 | 1:21.8 | 吉原寛人   | 打越勇児   | (株)カナヤマホールディングス |
| 第22回 | 2025年7月20日 | 1300m | ロードインファイト | 牡8  | 高知 | 1:21.1 | 井上瑛太   | 打越勇児   | 中村智幸                     |

### 各回競走結果の出典
- トレノ賞 歴代優勝馬 - 地方競馬全国協会
- JBISサーチ
  - 1997年，1998年，1999年，2000年，2008年，2009年，2010年，2011年，2012年，2013年，2014年，2015年，2016年，2017年，2018年，2019年，2020年，2021年，2022年，2023年，2024年，2025年

## 参考資料
- 《高知競馬ニュースリリース 2008.7.19 》